# Giuseppe Cavalli
Pour les articles homonymes, voir Cavalli.
Giuseppe Cavalli (né le 29 novembre 1904  à Lucera, dans la  province de Foggia et mort le 25 octobre 1961  à Senigallia) est un photographe italien.

## Biographie
Giuseppe Cavalli est le frère jumeau du peintre Emanuele Cavalli. Giuseppe est diplômé en droit à l'université de la Sapienza à Rome en 1929.
Ses premières photographies datent de la fin des années 1930.
En 1942 il publie, avec des amis photographes, avec qui il partage les mêmes concepts et le même style, un livre Otto fotografi italiani d'oggi.
Cette publication devient le manifeste d'un groupe de photographes qui s'oppose aussi bien au pseudo-romantique pictural, qu'à la rhétorique de la pictographie fasciste, pour exprimer un concept de photographie « pur », simple par sa forme, essentiel, rigoureux, celui que les Américains appellent high-key. En avril 1947 Le groupe photographique « la Bussola » naît officiellement à Milan.
Cavalli continue dans son activité promotionnelle pour une « photographie artistique » basée sur ses idées (high-key : luminosité, essentialisme de la composition) et en 1954, il fonde et dirige un autre groupe, l'Associazione Fotografica Misa  auquel adhèrent de jeunes photographes de talent comme Mario Giacomelli, Ferruccio Ferroni, Piergiorgio Branzi et Alfredo Camisa.

## Collections
- Museo d'arte moderna e dell'informazione de Senigallia

## Expositions
Personnelles
- 2006, Musée de Rome, Palazzo Braschi
- 2004, San Fedele Arte, Milan
- 2019, Première Biennale de Senigallia
- 2021, Collezione Civica , Palazzo del Duca, Senigallia

Collectives
- 2009, Musée d'art moderne, Lugano
- 2007 : 
  - Fotomuseum de Winterthour, Suisse
  - Centro Cultural, Madrid
- 2006, Galleria Fotografia Italiana, Milan
- 2005, Palazzo Reale, Milan